# Pietro Aldobrandini

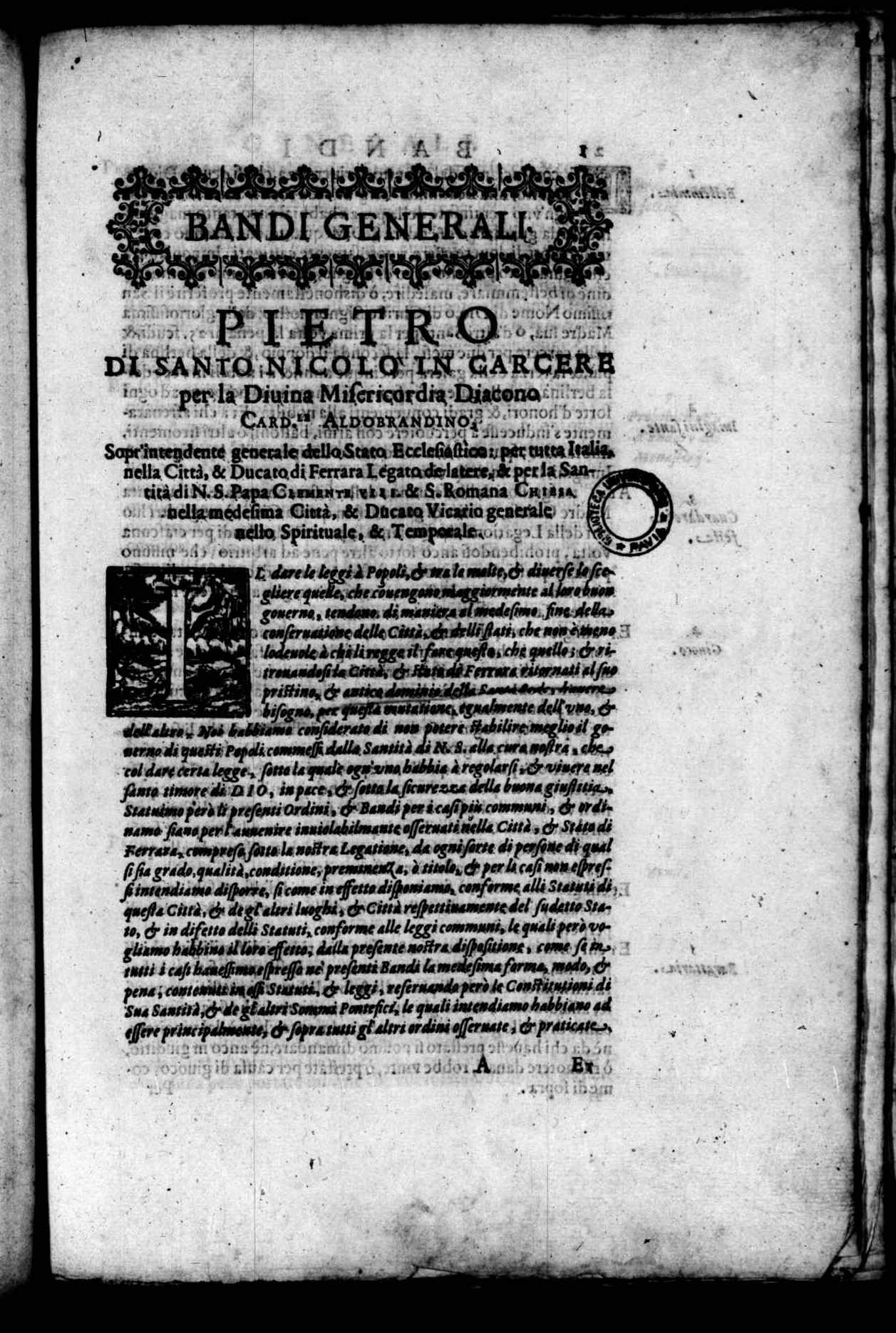
Bandi generali del cardinale Aldobrandino da osservarsi nella città, stato et legatione di Ferrara, 1598

Pietro Aldobrandini (Roma, 31 de marzo de 1571 - 10 de febrero de 1621) fue un cardenal italiano y mecenas de las artes.
Fue creado cardenal en 1593 por su tío Clemente VIII. En calidad de legado papal tomó la gestión del ducado de Ferrara en 1598 cuando la titularidad de este trono volvió a manos de los Estados Pontificios; dimitiría del cargo en 1605. Durante este periodo se apropió de importantes cuadros del Camerino de alabastro que sus legítimos propietarios, los duques de Este, al perder Ferrara, iban a trasladar en su mudanza a Módena; entre estos lienzos se cuentan obras capitales de Tiziano y Giovanni Bellini ahora conservados en el Museo del Prado de Madrid, National Gallery de Londres y National Gallery of Art de Washington. 
Se convirtió en arzobispo de Rávena en 1604.
Compró la Galería Doria Pamphili, y se gastó grandes sumas de dinero en este y otros edificios como la Villa Aldobrandini. Fue un patrocinador de Torquato Tasso, y de Girolamo Frescobaldi.
Murió un mes antes de cumplir 60 años, siendo enterrado en la Basílica de Santa María sobre Minerva.